# Jan Musch (toneel)
Johannes Petrus (Jan) Musch (Amsterdam, 22 december 1875 – Laren, 24 april 1960) was een Nederlands toneelspeler en -leider.

## Biografie
Jan Musch is geboren in de buurt van de hoek Westermarkt en Prinsengracht. Op jonge leeftijd al bleek dat hij, naast aanleg voor het toneel, ook een grote tekenvaardigheid had. Destijds trad hij onder andere op met Johan Buziau. Zijn eerste studie volgde Musch op een toneelschool aan de Marnixstraat. Na voortijdig met deze studie te zijn gestopt, werd hij koorzanger in de revue De Doofpot, die destijds in de Salon des Variétés in de Nes liep.
In 1892 kreeg Musch als 17-jarige zijn eerste rol in Langendijks Spiegel der vaderlandse kooplieden. Esther de Boer-van Rijk was vervolgens in 1899 degene die een rol voor hem regelde bij de Nederlandsche Tooneelvereeniging. In 1903 kreeg hij daar zijn eerste hoofdrol in een Duitse klucht. In 1906 trouwde hij met Anna Benavente, van wie hij in 1927 scheidde.

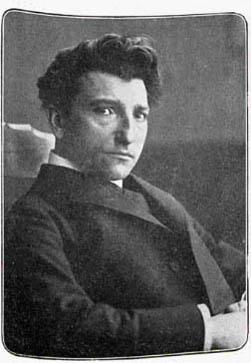
Jan Musch, omstreeks 1912

In 1908 ging Musch onder leiding van Anton Kimmel op tournee naar Nederlands-Indië. Na terugkomst in Nederland, speelde hij tussen 1909 en 1915 bij Willem Royaards' Koninklijke Vereeniging Het Nederlandsch Tooneel. In 1915 vertrok hij voor een jaartje naar Theatertrust van Eduard Verkade, maar hij ging in 1916 terug naar Heijermans' Nieuwe Nederlandse Tooneel-Vereeniging. Van dit gezelschap, dat in het Grand Théâtre in de Amsterdamse Amstelstraat speelde, werd Musch al snel mededirecteur.

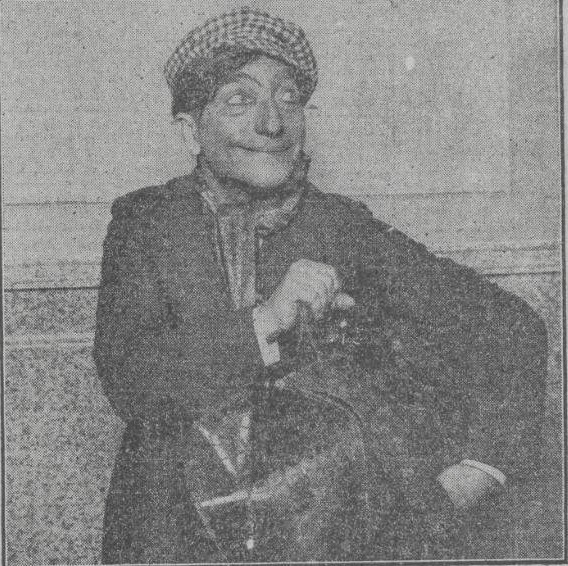
Jan Musch, 1923

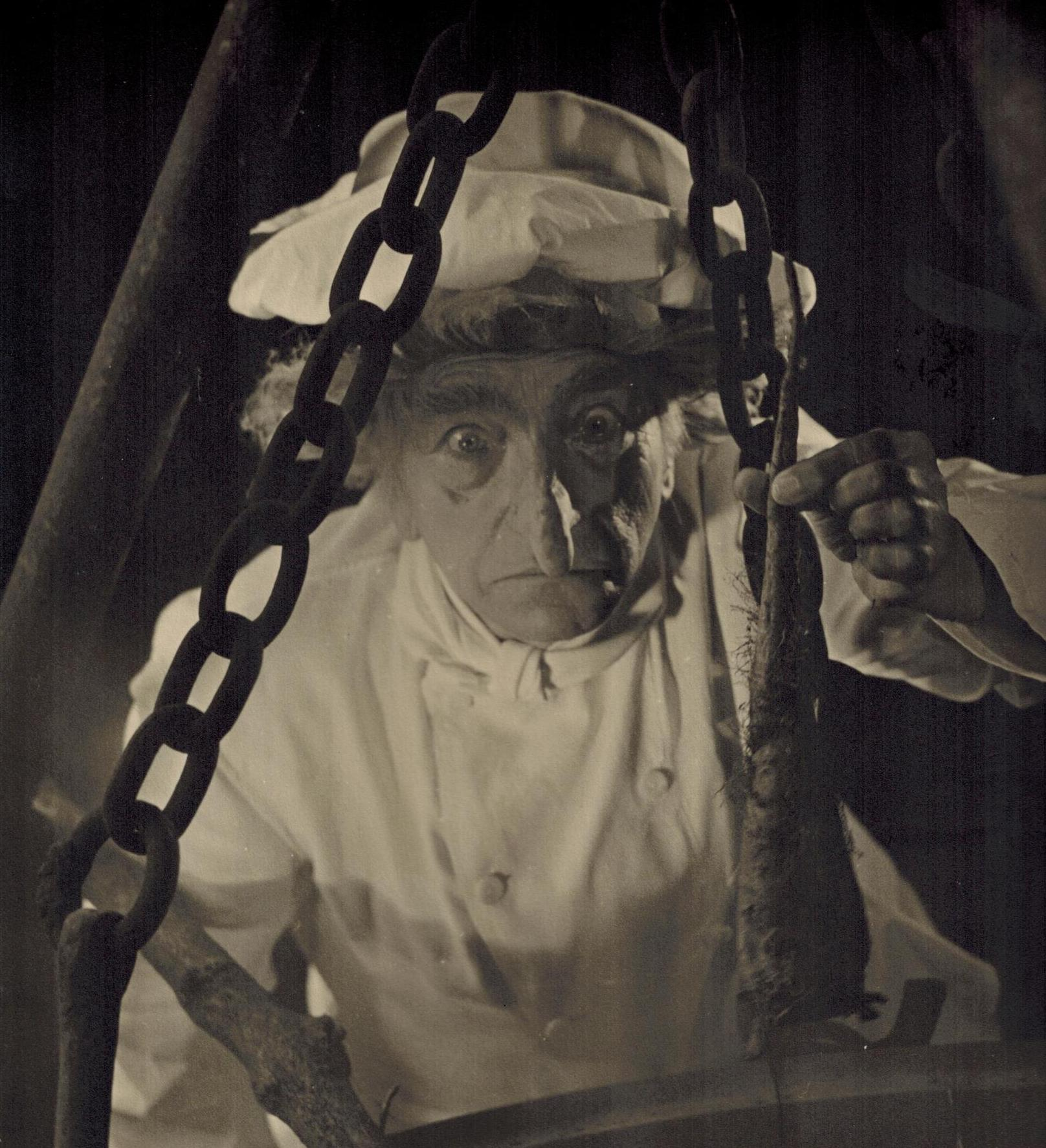
Jan Musch (Paperlak, Hofkok in Myrte en de demonen)

Na de Eerste Wereldoorlog richtte Jan Musch in 1919 samen met Adriaan van der Horst Het Schouwtooneel op. Later, in 1928, vertrok Musch, samen met zijn tweede echtgenote Mary Smithuyzen, wederom op een Indische tournee, dit keer ook met Chrispijn Sr.. Na het faillissement van Het Schouwtooneel in 1933, vormde Musch samen met Else Mauhs en Ko Arnoldi de toneelgroep Het Masker, die drie jaar bleef bestaan. In 1936 verliet Musch deze combinatie weer, om met Jaap van der Poll het Gezelschap Jan Musch te stichten. Vanaf deze periode speelde Musch ook in diverse films. Ook werd hij voor het cursusjaar 1936-'37 door de Gemeentelijke Universiteit van Amsterdam als volontair-assistent in de fysiologie gevraagd, om aankomende predikanten en juristen de dictie en voordracht van de Nederlandse taal bij te brengen.
In 1939 werd Jan Musch ziek, waarna hij twee operaties moest ondergaan, wat ook resulteerde in het advies van doktoren om niet meer op te treden. Zijn eerste vrouw, violiste Ans Benavente werd in de Tweede Wereldoorlog vermoord door de Duitsers. Samen met zijn tweede vrouw, de actrice Mary Smithuyzen, heeft Musch diverse onderduikers, onder wie schrijver Theun de Vries, onderdak en verzorging geboden. In 1943 ontsnapten na een tip Musch en zijn vrouw aan een arrestatie door de bezetters. Als reactie op de oorlog richtte Musch het politieksatirisch cabaret 't G(aat) G(oed)-cabaret op.
Vanaf 1946 liet Jan Musch zijn stem op de radio klinken en vertoonde op besloten avonden zijn dictie. In de winter van 1949 op 1950 maakte Musch een tournee door Suriname. Naast zijn succesvolle solo-optredens gaf hij in Suriname ook les aan amateurs. In 1952 stond hij 60 jaar op de planken wat hem deed besluiten om te stoppen met het toneel. Zijn afscheidsoptreden was op 19 maart 1952 in de Stadsschouwburg in Utrecht waar hij de hoofdrol vertolkte in Bredero's "De Spaansche Brabander". Hij bleef hij daarna doorgaan op de radio.
Jan Musch speelde de Hofkok "Paperlak" in de eerste Nederlandse sprookjesfilm na de Tweede Wereldoorlog Myrte en de demonen
In 1959 stond Musch voor de laatste keer op de planken van de Stadsschouwburg Amsterdam. Hij overhandigde er de Theo Mann-Bouwmeesterring aan de actrice Caro van Eyck. Na een hartaanval en twee operaties overleed Jan Musch in april 1960. Hij werd begraven vanuit de Amsterdamse Stadsschouwburg, waar hij eerder lag opgebaard. Hij werd vervolgens begraven op de begraafplaats in Laren.

## Secundaire literatuur
Over Jan Musch zijn diverse boeken en artikelen geschreven. Een selectie:
- 1918 - J.H. Rössing - Jan Musch jubileert
- 1922 - Anna van Gogh-Kaulbach - Jan Musch als Jago
- 1924 - M.J. Brusse - Herinneringen aan den ‘Jappenees’.
- 1925 - Cornelis Veth - Jan Musch
- 1926 - Folkert Kramer - Jan Musch
- 1934 - A. Vecht - Mijn eerste Greco
- 1949 - Mensen op Zondag - Jan Musch
- 1952 - Ferd. Sterneberg - Jan Musch
- 1952 - Anton Koolhaas - Bij het afscheid van Jan Musch
- 1952 - Max Dendermonde - Tussen Veendam en Vlaardingen
- 1952 - Een dag Jan Musch (Fotoreportage)
- 1952 - Adr. Hooykaas - Uitverkoren tussen de geroepenen
- 1952 - Johan van der Woude - Ovaties voor Harpagon
- 1952 - Cor van der Lugt Melsert - Jan Musch neemt afscheid
- 1960 - Jeanne van Schaik-Willing - Bij de dood van Jan Musch
- 1960 - A.L. Broer - Bij de dood van Jan Musch